# Federico Lleras Acosta
Federico Lleras Acosta (Bogotá, 27 de abril de 1877-Marsella, 18 de marzo de 1938) fue médico veterinario, científico y bacteriólogo colombiano. Fue uno de los creadores de la vacuna contra la lepra.

## Biografía
Federico Lleras Acosta nació en Bogotá el 28 de abril de 1877 en un hogar acomodado de la ciudad. 

### Estudios
En los últimos años del siglo XIX Federico Lleras Acosta cursó sus estudios secundarios en el Colegio Nacional de San Bartolomé y luego cursó sus estudios profesionales en la Escuela Veterinaria fundada por el veterinario Claudio Vericel, adscrita a la Facultad de Medicina y Ciencias Naturales de la Universidad Nacional de Colombia. Se inclinó por la rama de bacteriología, área en la que inició una larga y laboriosa tarea.
En 1902 organizó en su casa un rudimentario laboratorio dotado con un microscopio y una estufa alimentada por una lámpara de petróleo, que vino a convertirse en el primer laboratorio particular de química orgánica, bacteriología y parasitología. Aunque contaba con escasos elementos e instalaciones en gran medida improvisadas, el laboratorio fue un recurso importante en el desarrollo de la medicina. La aplicación del análisis químico a las investigaciones clínicas y bacteriológicas fue posible por primera vez, a partir de 1906, con la instalación del laboratorio fundado por don Federico Lleras, precursor de dichas investigaciones y pionero en el tratamiento de enfermedades a través del diagnóstico clínico apoyado por exámenes de laboratorio.
En 1908 presentó a la Academia Nacional de Medicina el trabajo titulado Estudios sobre el carbón sintomático en la Sabana de Bogotá, artículo por el cual fue distinguido como miembro de número de la misma corporación. A partir de 1910 y durante los quince años siguientes, se dedicaría al estudio de la lepra. En 1919 presentó al Congreso Médico llevado a cabo en Tunja, el trabajo titulado Tratamiento del Tabes por el suero salvarsanizado, en colaboración con el profesor José del Carmen Acosta y redactó en colaboración con el doctor Calixto Torres Umaña las memorias tituladas: Epidemia de enteritis de los niños producida por el enterococo.
Preparó y aplicó los antisueros estreptocócicos, cuyos resultados en la unidad de maternidad del Hospital San Juan de Dios, mostraban un descenso en la mortalidad a causa de la septicemia puerperal de un 85% a un 35%. Pero aunque llegó a alcanzar éxitos en la investigación médica de estas enfermedades, la obra en la que trabajó con mayor entusiasmo durante los últimos años de su vida fue en el análisis de la lepra. Inspirado en esta idea diseñó un plan de estudios para desarrollar en cuatro etapas: primero cultivar del Bacilo de Hansen, luego inocular el mal en especies animales y fijar una reacción serológica para diagnosticar el mal y por último producir en animales un compuesto biológico para el tratamiento causal de la enfermedad en la especie humana.
Aunque en desarrollo de su trabajo creyó haber logrado cultivar el Bacilo de Hansen, investigaciones posteriores demostraron que los resultados de sus investigaciones eran sólo producto de contaminaciones y que no se trataba del bacilo que producía la enfermedad. Cuando el doctor Lleras Acosta presentó los primeros resultados de sus investigaciones se generó una euforia desmedida entre los médicos de la época, quienes dieron por hecho el éxito de su trabajo sin haber realizado la debida demostración, al otorgarle varias condecoraciones y ofrecerle varios homenajes.
Se escucharon igualmente, en medio de aquellas celebraciones, voces menos optimistas provenientes de la Academia Nacional de Medicina. Miembros de esta corporación afirmaron: Debemos declarar de manera franca que no pretendemos haber agotado la materia en este asunto y que no nos es posible llegar a conclusiones definitivas en materia de suyo tan ardua y delicada. La reseña histórica y cronológica que hacemos en el lugar correspondiente, en relación con las principales investigaciones que se han hecho sobre la bacteriología de la lepra nos muestran las dificultades con que tropieza la ciencia para poder decidir sobre el valor definitivo de los trabajos que los investigadores le presentan. De igual modo, durante la ceremonia de entrega del doctorado Honoris Causa que le concediera la Universidad de Antioquia.

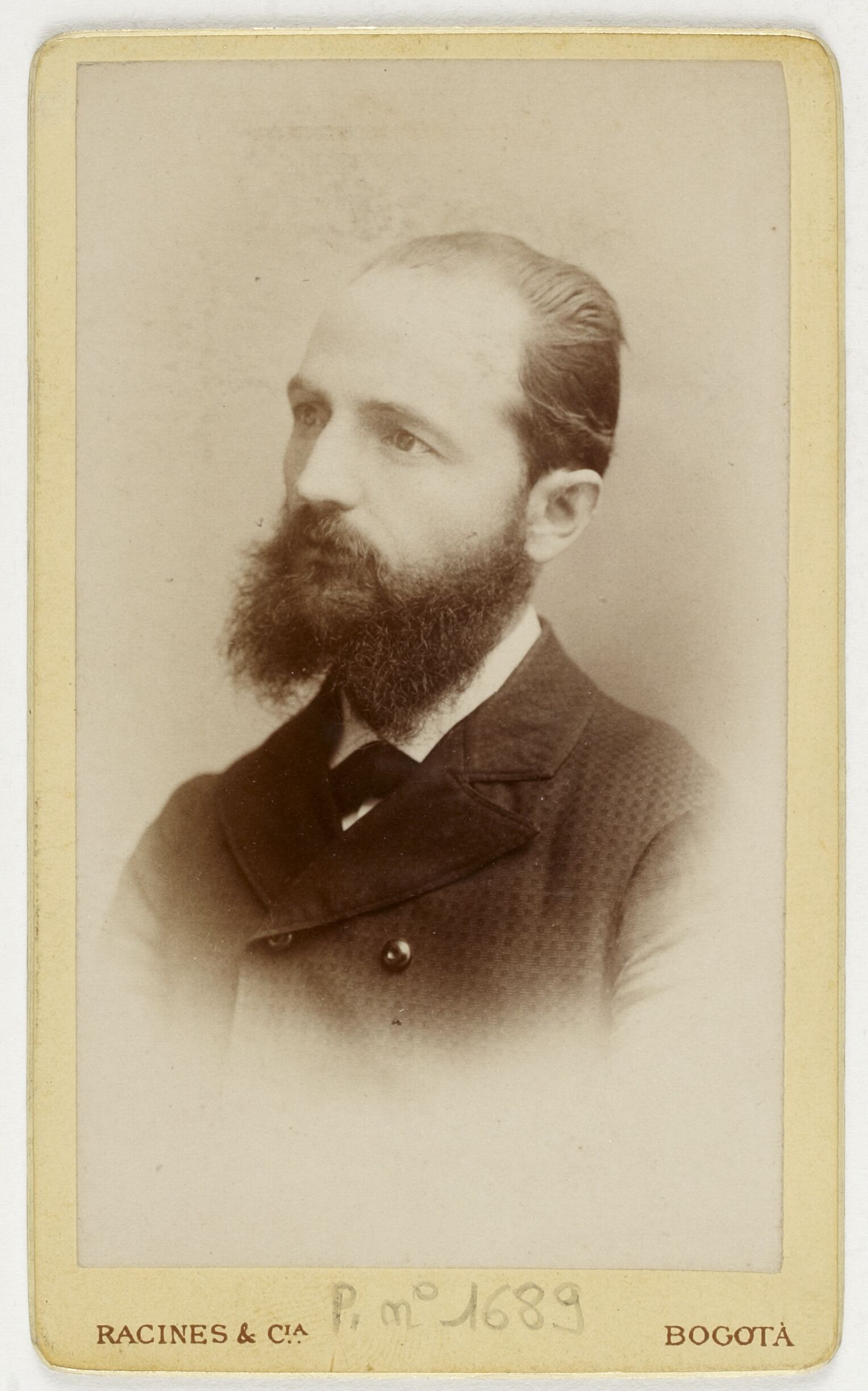
Su padre, Federico Lleras Triana, 1886.

A largo de su trayectoria profesional Lleras Acosta ocupó además la Rectoría de la Escuela Nacional de Veterinaria, la Dirección del Laboratorio Samper Martínez y la Dirección del Laboratorio de Investigación de la Lepra. Fue designado Profesor Honorario de la Facultad de Medicina de Bogotá, miembro de número de la Academia Nacional de Medicina, y miembro del Consejo de Sanidad. En reconocimiento a sus méritos intelectuales el gobierno colombiano lo condecoro con la Cruz de Boyacá. En 1967 la administración postal colocó su efigie en la estampilla de correos. En ese mismo año, con motivo de la inauguración de los laboratorios del Liceo Francés Louis Pasteur, el embajador de Francia pronunció unas palabras en homenaje a la memoria del doctor Lleras Acosta dando su nombre a dichos laboratorios.

## Familia
Ascendiente directo del doctor José Manuel Lleras Alhá fue un catalán nacido en Barcelona, quien llegado a Colombia en el siglo XVII para dedicarse al comercio, contrae matrimonio con doña Manuela Jesús González, de la rama de don Francisco de Aguilar y de doña Ana María Antonia Casis y León. 
De esta unión desciende Lorenzo María Lleras, reconocido personaje en el ejercicio de las ciencias jurídicas, amigo del General Francisco de Paula Santander, político, rector del Colegio del Rosario y fundador del Colegio del Espíritu Santo, casado con doña Liboria Triana. El hijo de ambos era el padre de Federico, Federico Lleras Triana.
Federico era sobrino de Felipe Lleras Triana, cuyos hijos fueron el diplomático Felipe Lleras Camargo, y el dos veces presidente de Colombia Alberto Lleras Camargo. 